# Gestion du stationnement
 (octobre 2007).
Si vous disposez d'ouvrages ou d'articles de référence ou si vous connaissez des sites web de qualité traitant du thème abordé ici, merci de compléter l'article en donnant les références utiles à sa vérifiabilité et en les liant à la section « Notes et références ».

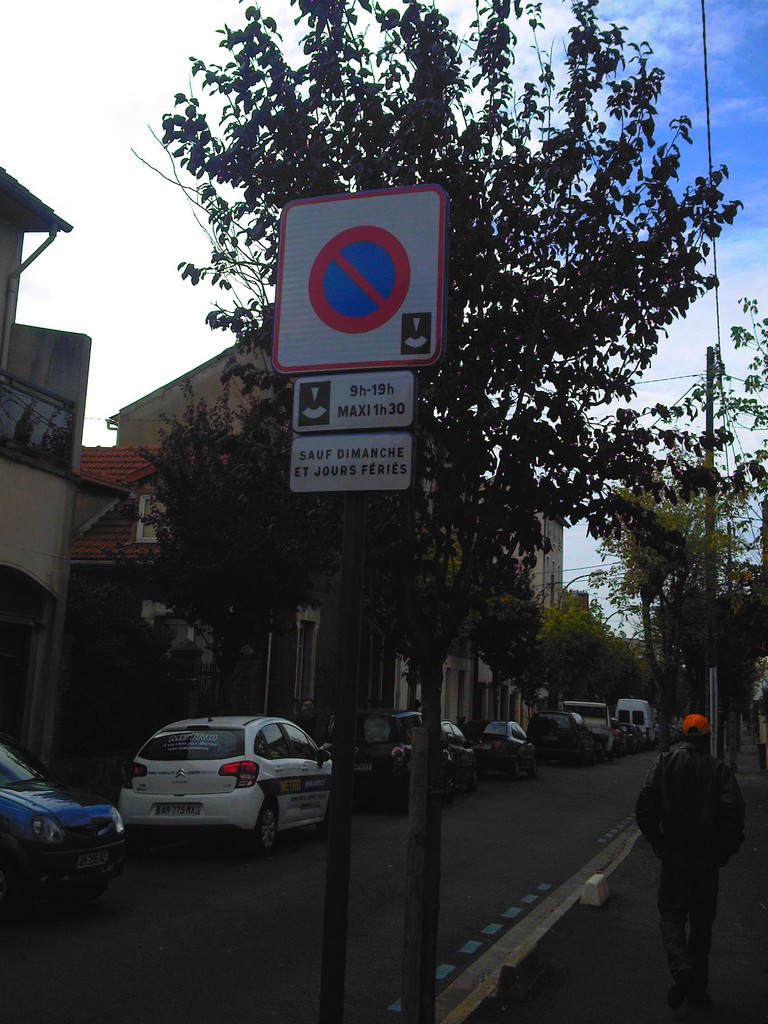
Signalisation de stationnement réglementé par disque de stationnement en France

Afin de réguler le stationnement sur la voie publique en ville des véhicules à quatre roues, les pouvoirs publics ont mis en place le stationnement réglementé (« zone bleue ») et le stationnement payant.
La gestion du stationnement public est le moyen qui permet de réguler le déséquilibre entre l'offre et le demande de stationnement sur la voie publique.
Le principe de stationnement payant est apparu en France pour la première fois à Bayonne en avril 1926, il se généralise dans les années 60, on trouve des parcmètres sur le parking de l'aéroport du Bourget depuis 1960. Le stationnement payant sur voirie est installé de manière significative dans certains centres-villes aux alentours de 1967, comme à Nice, en novembre 1967. 
À Paris, le principe du stationnement payant, au moyen de parcs de stationnement gardés et rémunérés, est adopté au Conseil de Paris le 16 octobre 1968. La proposition de mettre en place des parcmètres dans tout Paris est rejetée. Elle sera finalement adoptée en 1971 et les parcmètres seront généralisés (on en trouvait déjà de manière isolée, comme ceux placés aux abords de la Gare de Lyon).
Un véhicule qui effectue 20 000 km de déplacement annuel ne circule sur la voie publique que 5 % de son temps. La plupart des véhicules sont donc stationnés environ 95 % à 98 % de leur temps, souvent au domicile ou sur le lieu de travail. Toutefois, lorsque le stationnement n'est pas effectué dans un lieu privé, le stationnement s'effectue parfois sur la voie publique, c'est par exemple le cas à Toulouse où certains parmi les 400 000 véhicules qui vont quotidiennement au centre-ville peuvent utiliser l'une des 21 550 places de stationnement.
Chaque ville mène sa propre politique en la matière, dans le cadre de la réglementation propre à chaque pays.

## En France
La mise en place du stationnement réglementé et du stationnement payant relève des décisions des communes ou intercommunalités concernées.
En France, certaines communes ont fait le choix de décomposer l'offre de stationnement sur voirie en plusieurs zones.
Souvent ce zonage comprend trois zones :
- la zone rouge : le stationnement d'un véhicule est autorisé pour une courte durée à un tarif élevé ;
- la zone orange : le stationnement d'un véhicule est autorisé pour une durée moyenne ;
- la zone verte : le stationnement d'un véhicule est autorisé pour de longue durée.

Les zones rouges visent principalement à créer de la rotation dans le stationnement de véhicule dans les centres-villes et la zone commerçante. Les zones vertes, souvent en périphérie des villes, encouragent les automobilistes à y laisser leur véhicule une fois atteint le réseau de transports en commun. À cette fin, il existe dans certaines villes des parcs relais, dont l'accès est parfois gratuit.
Le prix du stationnement est fixé par la commune et dépend des zones (au cœur du centre-ville, à la périphérie) et des types d'installation (voirie, parking couvert, parking à barrière, etc.)
Très souvent, la gestion du stationnement est confiée à une Société d'économie mixte (SEM).
Le stationnement payant a vu émerger de nouveaux systèmes de gestion du stationnement. Les villes associent de plus en plus au classique horodateur (à ne pas confondre avec le parcmètre) des systèmes de stationnement dits "au temps réel", qui permettent de facturer aux usagers le stationnement réellement effectué, à la minute et au centime près. 
À l'occasion de la mise en œuvre de la dépénalisation et décentralisation du stationnement payant sur voirie introduite en France par l'article 63 de la loi de modernisation de l'action publique territoriale et d'affirmation des métropoles (MAPTAM), entrant en vigueur le 1er janvier 2018, les collectivités territoriales sont amenées à repenser les modalités de gestion du stationnement sur voirie (tarifs, matériels, contrôle...)

### Belgique
En Belgique, la gestion du stationnement urbain est partagée entre les autorités locales et des prestataires privés. Depuis la fin des années 1960, plusieurs communes ont progressivement externalisé tout ou partie de cette mission, notamment l'installation et la maintenance des horodateurs, ainsi que les services de contrôle ou de paiement numérique.
La commune de Schaerbeek a été la première à installer des horodateurs en 1968. Parmi les opérateurs techniques intervenant dans ces dispositifs, l’entreprise belge Rauwers est active dans l’équipement et la gestion de réseaux de stationnement dans plusieurs villes du pays.
Les dispositifs de paiement mobile, comme Yellowbrick, se sont également généralisés dans les années 2010, favorisant la dématérialisation progressive du ticket de stationnement.

## Dispositifs techniques

### Des systèmes avec boîtiers électroniques
Plusieurs initiatives ont vu le jour, et des projets ont été expérimentés dans certaines villes avec plus ou moins de succès. Le Piaf est l'expérimentation en ce domaine la plus connue en France : développé par Roland Moreno (l'inventeur de la carte à puce), ce petit boîtier permet de stationner au temps réel et débite un crédit de stationnement stocké sur une carte à puces. Mis en place dans une vingtaine de villes en France, il n'a pas connu le succès escompté et est resté à un stade d'expérimentation du fait de la difficulté de la distribution des boîtiers.
Développé en Suisse depuis 2002 et pionnier dans le domaine, allPark est un petit boîtier électronique que l'usager place sur son tableau de bord. Lorsqu'il se stationne, l'usager indique la ville et la zone de stationnement, ce "parcmètre personnel" décomptant le temps de stationnement. À son retour, l'usager éteint simplement le parcmètre, qui a mémorisé ainsi le temps de stationnement exact. Disposant d'un calendrier électronique, il tient compte des périodes de gratuité, changement de tranche horaire, jours fériés, etc. ce qui permet à l'usager de payer le stationnement réellement effectué. De plus, il ne nécessite pas de monnaie, puisqu'il se recharge simplement auprès d'une borne disponible dans les différentes villes ayant adopté le système.[non neutre]

### Le stationnement à distance par mobile
Les téléphones portables étant de plus en plus présents dans notre quotidien, il est maintenant possible de gérer son stationnement depuis ceux-ci comme le propose PayByPhone en France et à l'étranger, qui a lancé ce service à Issy-les-Moulineaux en décembre 2009 pour la première fois en France. L'intérêt du dispositif est de pouvoir payer à distance un stationnement sans devoir se déplacer à l'horodateur et sans avoir besoin de monnaie. Leader mondial dans le domaine du stationnement à distance par mobile, PayByPhone, est disponible dans un grand nombre de métropoles du Royaume-Uni et d'Amérique du Nord. D'autres solutions existent comme celle de la société Newtech Concept avec son système ClipCard Parking ou Parkeon avec son système Whoosh.
L’utilisateur peut s'inscrire depuis son téléphone dans la rue ou sur Internet avec sa carte bancaire et son numéro de véhicule, puis depuis son téléphone mobile, déclencher son stationnement en indiquant la durée souhaitée, être prévenu de la fin de son temps de stationnement par SMS et le prolonger à distance (sans avoir à revenir à son véhicule). Il peut aussi interrompre son stationnement s'il le souhaite de retour à son véhicule afin de ne payer que ce qui est réellement utilisé. Différents moyens sont utilisés : le serveur vocal, internet mobile, le SMS, application mobile, Internet, mais également la radio-identification avec l’arrivée des téléphones incluant les technologies de communication en champ proche et permettant de gérer son stationnement mais également d'obtenir tous types d’informations simplement en effleurant des radio-étiquettes avec le téléphone. 
Le contrôle de ces solutions totalement dématérialisées s'effectue, selon la solution choisie, avec un smartphone par une saisie du numéro de la plaque, solution la plus largement utilisée par l'ensemble des villes (telle Westminster) qui ont mis en place ces dispositifs, ou bien une solution de lecture de radio-étiquette placée derrière le pare-brise qui va consulter une base de données de véhicules ayant payé leur droit de stationnement. La conséquence de cette dernière solution est qu'elle nécessite la distribution de badges afin d'identifier les véhicules, ce qui pourrait freiner l'usage spontané et crée un support physique supplémentaire.
Le dispositif de paiement à distance a été complété par la technologie sans contact NFC. Depuis décembre 2011 à San Francisco et plus récemment à Issy-les-Moulineaux, la société VINCI Park a mis en place des Tags NFC qui permettent de lancer l'application smartphone proposée par PayByPhone. L'intérêt du dispositif consiste à apporter tout le confort du paiement sans contact pour les utilisateurs de smartphone NFC associé aux avantages du paiement à distance décrit ci-dessus.